# Thumos
Thymos (anche thumos, in greco θυμός) è una parola greca antica che esprime il concetto di "anima emozionale". La parola indica un'associazione fisica con il respiro o col sangue, in quanto risiede nel petto. La parola è usata anche per esprimere il desiderio umano di riconoscimento.

## Significato e slittamenti semantici
Nelle opere di Omero, thymos fu utilizzata per indicare le emozioni, il desiderio, o un impulso interno (movimento, agitazione). Thymos era una possessione permanente di un uomo vivente, a cui apparteneva il suo pensiero ed il suo sentimento. Quando nelle opere omeriche un eroe è sottoposto ad una situazione stressante può esternare il suo thymos, conversando con esso (come se esso fosse un'altra persona).
Eraclito: «È arduo combattere contro il thymos: ciò che vuole lo compra a prezzo della vita (o: dell'anima)» (B 85 DK tratto da Plutarco, e riferito anche da Aristotele).
Democrito è l'autore di vari frammenti a carattere etico centrati sul concetto di euthymìa. Essa è la tranquillità d'animo, la misurata moderazione dei desideri e dei componenti che si ottiene con il distacco e il dominio della ragione su impulsi e passioni. Anche Socrate ce ne parla, con il nome di eudaimonia.
Platone parla del thymos come di una delle tre parti costituenti la psiche umana: nel celebre Mito del carro e dell'auriga del dialogo Fedro, descrive l'anima come un cocchio il cui auriga (il logos) guida i due cavalli Thymos ed Epithymia (che verrà collegato al concetto di Eros); mentre nel libro IV della Repubblica presenta l'anima come tripartita in nous (intelletto), thymos (impeto), ed epithymia (istinto). L'epithymia è ciò che attiene ai desideri derivanti dall'essere corporei, il thymos è la parte legata alle emozioni e all'emotività, e il nous è ciò che "controlla" l'anima, dominando epithyma con la compartecipazione di thymos.
Richard Broxton Onians osserva che in Omero il thymos è da intendere come "anima-respiro" ed è racchiuso nel petto e nei polmoni (ritenuti organi dell'intelligenza) come un elemento caldo. Il termine psyché (ψυχή), per certi aspetti similare a thymos, va tuttavia inteso come "anima-vita", localizzata nella testa. Se la morte distrugge il thymos, non distrugge tuttavia la psyché che abbandona il corpo e giunge nell'Ade (Ἅδης).

## Megalotimia e isotimia
Queste due espressioni derivanti da thymos indicano, rispettivamente, il bisogno di essere riconosciuti come superiori agli altri e come uguali agli altri.

## Thumos e democrazia
Nel libro The End of History and the Last Man (La fine della storia e l'ultimo uomo), Francis Fukuyama cita il thymos in relazione alla democrazia liberale e al riconoscimento, riferendo l'idea socratica di thymos e desiderio con la volontà del popolo di essere riconosciuto all'interno del governo. I problemi emergono quando altre persone non riconoscono il thymos altrui, e con ciò non garantiscono la giustizia che ciò richiederebbe. Affinché il popolo possa essere in armonia - sostiene Fukuyama - il desiderio umano di riconoscimento deve declinarsi nell'isotimia anziché nella megalotimia. Qualsiasi sistema che produce disuguaglianza politica è inevitabilmente foriero della megalotimia di alcuni dei suoi membri a discapito di altri. Fukuyama illustra come il thymos è collegato alla Storia, facendo l'esempio dell'anti-comunismo in Unione Sovietica, nell'Europa orientale e in Cina, dicendo: «Non possiamo comprendere la totalità dei fenomeni rivoluzionari se non ci rendiamo conto di come funzionano il furore timotico e la domanda di riconoscimento che accompagna la crisi economica del comunismo».

## Influenza culturale
- La società Phi Theta Kappa ha preso la lettera theta del suo nome da thymos, riferendosi in particolare alla "ambizione" che cercano nei loro aspiranti membri.
- Thymos è il nome della pubblicazione accademica «Journal of Boyhood Studies» ("Rivista degli studi sulla gioventù").
- Thymos è il cognome di Galo Thymos, personaggio del film anime Promare. Numerosi riferimenti ad altre parole greche sono presenti anche nei nomi di altri personaggi.